# Cinesis craneal

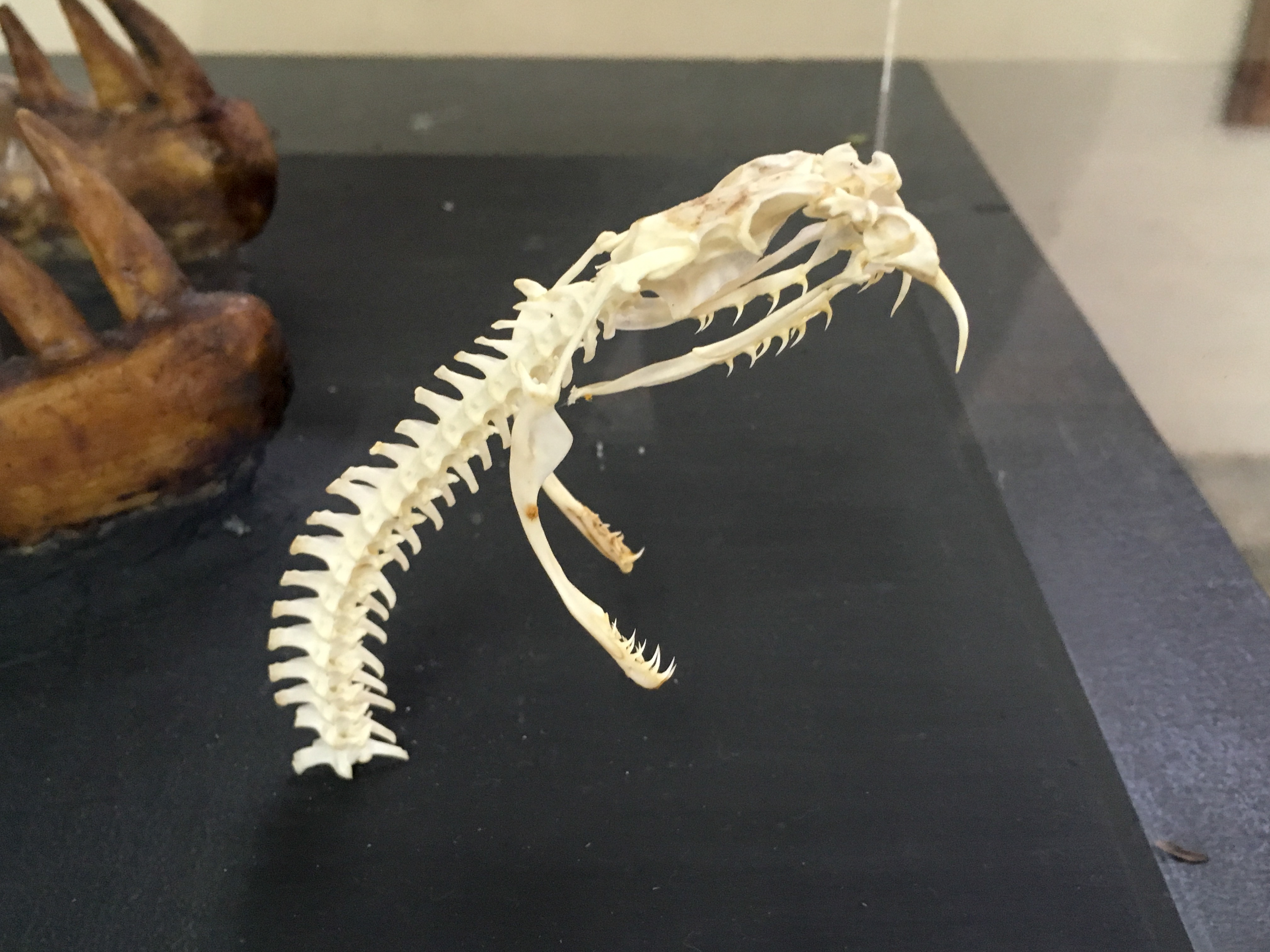

La cinesis craneal (en algunos textos "quinesis" o "kinesis". Del griego kinesis, movimiento) hace referencia a la movilidad interna del cráneo de algunos vertebrados que permite disipar las tensiones producidas durante la alimentación. Se utiliza para describir el movimiento de los huesos del cráneo entre sí, además del movimiento en la articulación entre la mandíbula superior e inferior. Por lo general, se considera un movimiento relativo entre la mandíbula superior y el neurocráneo. La mayoría de los vertebrados tienen algún tipo de cinesis craneal. Alcanza su expresión máxima en las serpientes.
Un cráneo cinético o es un cráneo caracterizado por su movilidad. Mientras los cráneos sin movilidad son llamados cráneos acinéticos. La cinesis craneal, o la falta de ella, generalmente está relacionada con la alimentación. Los animales que deben ejercer poderosas fuerzas de mordida, como los cocodrilos, a menudo tienen cráneos rígidos con poca o ninguna cinesis, para obtener la máxima fuerza. Los animales que se tragan presas enteras (serpientes), que agarran alimentos con formas extrañas (loros que comen nueces) o, con mayor frecuencia, que se alimentan en el agua por succión, a menudo tienen cráneos muy cinéticos, con frecuencia con numerosas articulaciones móviles. Las aves tienen diversos grados de cinesis craneal, y los loros exhiben el mayor grado. Entre los reptiles, los cocodrilos y las tortugas carecen de cinesis craneal, mientras que los lagartos poseen algunos grados de movilidad, a menudo menores, y las serpientes que poseen la cinesis craneal más excepcional de cualquier tetrápodo. En los anfibios, la cinesis craneal varía, pero es desconocida en las ranas y rara en las salamandras. En el caso de los mamíferos, que tienen cráneos acinéticos (a excepción de quizás liebres), la falta de cinesis probablemente esté relacionada con el desarrollo del paladar secundario, lo que impide el movimiento relativo.
Casi todos los peces tienen cráneos altamente cinéticos, y los peces teleósteos han desarrollado los cráneos más cinéticos de cualquier organismo vivo. En este caso, la cinesis hace referencia particularmente a la movilidad de las mandíbulas y a la suspensión mandibular.

## Tipos de cinesis

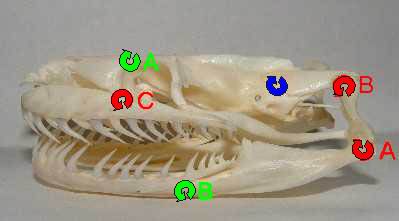
Vista lateral del cráneo de Python molurus mostrando sus articulaciones móviles

### En relación con el hueso cuadrado
En los tetrápodos, la cinesis craneal suele hacer referencia a la movilidad relativa del hueso cuadrado. Se dice que un cráneo posee estreptostilia cuando el hueso cuadrado puede moverse. Generalmento, esto sucede en reptiles escamados y aves con cráneos diápsidos modificados. Mientras que la monimostilia se refiere a la ausencia de movilidad del hueso cuadrado en cocodrilos y tortugas. Estos dos tipos de cinesis también se utilizan para distinguir los diferentes uniones del hueso cuadrado en la autostilia secundaria de los amniotas no mamíferos. Los mamíferos presentan un caso peculiar en el que el hueso cuadrado, llamado en este grupo yunque, es móvil, debido a que se encuentra incorporado al oído medio, pero el cráneo general es acinético.

### En relación con los huesos de la bóveda craneana
El naturalista holandés Jan Versluys (1910, 1912, 1936) clasificó los tipos de cinesis craneal en función de la ubicación de la articulación en la parte dorsal del cráneo.
- La metacinesis es la presencia de una articulación entre el segmento occipital y el resto del cráneo.
- La mesocinesis es la presencia de una articulación en la parte más rostral. Helmut Otto Hofer (1949) dividió aún más la mesocinesis en
  - Mesocinesis propiamente dicha, que ocurre en la articulación frontoparietal (por ejemplo, en muchos lagartos)
  - Procinesis, que ocurre en la articulación nasofrontal (aves).

Muchos de estos tipos de cinesis requieren movilidad de la articulación basal (neurocinesis de Iordansky, 1990), es decir, movimiento entre el neurocráneo y el paladar en la articulación basipterigoidea. Todos los cráneos que tienen estos tipos de cinesis son cráneos estreptostílicos.

### Rincocinesis
Otra tipo de cinesis, la rincocinesis hace referencia a la capacidad que poseen algunas aves de flexionar el pico superior o la rinoteca.
La rinocinesis consiste en flexionar un punto a lo largo del pico superior, ya sea hacia arriba, en cuyo caso el pico superior y el pico inferior o la rinoteca se separan, asemejándose a un bostezo, o hacia abajo, en cuyo caso las puntas de los picos permanecen juntas mientras se abre un espacio entre ellas en su punto medio.
A diferencia de la procinesis, que está muy extendida en las aves, la rinocinesis sólo se conoce en las grullas, aves costeras, vencejos y colibríes. Todavía no se conoce el significado adaptativo de la rinocinesis en ciertas aves no exploradoras. Se hipotetiza que el cráneo esquizoide en las aves rinocinéticas proximales refleja la ascendencia, pero no tiene una explicación adaptativa, en muchas especies vivas.